# Кунья-э-Атайде, Нуно да
Нуно да Кунья-э-Атайде (порт. Nuno da Cunha e Ataíde; 8 декабря 1664, Лиссабон, королевство Португалия — 3 декабря 1750, там же) — португальский кардинал. Титулярный епископ Тарге с 14 декабря 1705 по 18 мая 1712. Кардинал-священник с 18 мая 1712, с титулом церкви Сант-Анастазия с 16 июня 1721 по 3 декабря 1750.

## Ранние годы и образование
Родился Нуно да Кунья-э-Атайде 8 декабря 1664 года, в Лиссабоне, королевство Португалия. Был младшим ребёнком из пяти детей Луиша да Кунья-э-Атайде, 7-го сеньора Поволиде и Гиомар де Ланкастер. Его имя также указано как Ноньо, и как Нуний, а его фамилия как Акунья.
Образование получил в Коимбрском университете, где получил степень магистра искусств и лиценциат в области канонического права.

## Священство
Где, когда и кем был рукоположен в священники информация была не найдена.
Каноник соборного капитула Коимбры. Каноник соборного капитула Лиссабона
Командор королевского ордена Христа и магистр Палаты короля Педру II. Государственный советник по делам религии
Заместитель руководителя Священной канцелярии в Португалии. Генеральный инквизитор в Лиссабоне. Отказался от назначения в епархию Элваш. Главный капеллан Королевской капеллы. Он был назначен епископом Элваша между 15 сентября 1704 года и 14 декабря 1705 года, но не занимал кафедры.

## Епископ
14 декабря 1705 года избран титулярным епископом Тарги. Рукоположен 14 марта 1706 года в королевской капелле Лиссабона, ординацию провёл Алвару де Абрансесом — епископ Лейрии, при содействии соконсекраторов Антониуо де Вашконселуша — епископа Коимбры и Антониу де Салданья, епископа Порталегре. Генеральный инквизитор Португалии с 30 июля 1707 года. Тайный королевский советник короля Жуана V

## Кардинал
Возведён в кардинала-священника на консистории от 18 мая 1712 года.
21 мая 1721 года прибыл в порт Ливорно вместе с кардиналом Жозе Перейра де Ласерда для участия в Конклаве 1721 года. Когда они достигли Рима, новый Папа Иннокентий XIII уже был избран.
Получил красную шляпу и титул церкви Сант-Анастазия с 16 июня 1721 года.
Не участвовал в Конклаве 1724 года, на котором был избран Папа Бенедикт XIII. Не участвовал в Конклаве 1730 года, на котором избран Папа Климент XII. Не участвовал в Конклаве 1740 года, на котором избран Папа Бенедикт XIV
Скончался кардинал Нуно да Кунья-э-Атайде 14 или 15 декабря 1750 года, в Лиссабоне. Тело было выставлено для прощания и похоронено в церкви доминиканцев в Лиссабоне